# رنگ کتانی

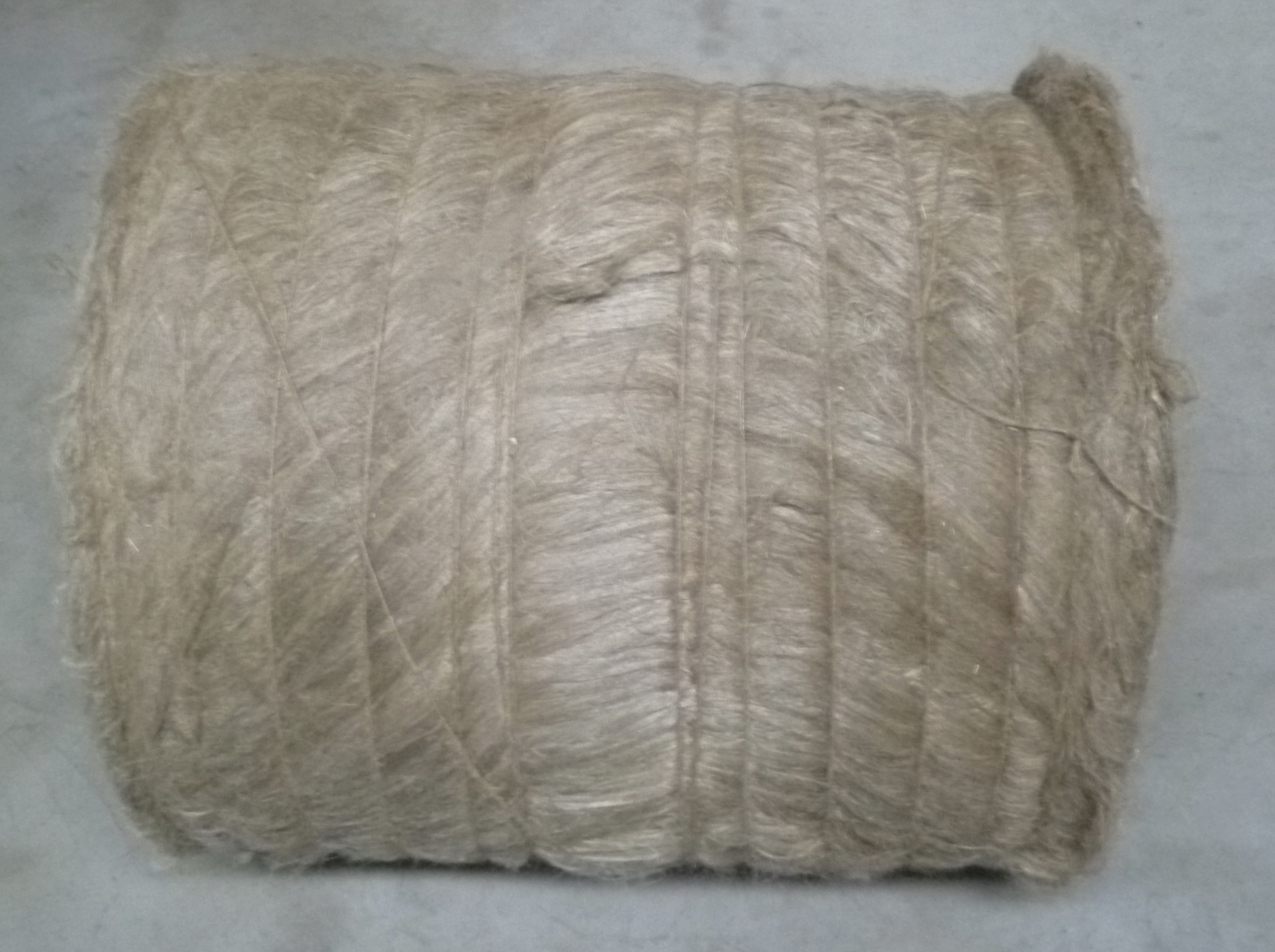
کتان ریسی نشده

رنگ کتانی (به انگلیسی: Flax, flaxen) یک رنگ خاکستری مایل به زرد کم‌رنگ است که به رنگ کاه یا کتان ریسی نشده نزدیک است. نخستین استفاده ثبت‌شده از رنگ کتانی به عنوان نام رنگ در انگلیسی در سال ۱۹۱۵ بود، اما «فلکسن» برای توصیف رنگ مو در دیوید کاپرفیلد، توسط چارلز دیکنز در سال ۱۸۴۹ استفاده شده بود: نوه آقای عمر، مینی، به این صورت توصیف شده‌است. «یک دختر کوچک زیبا با موهای بلند، کتانی و فرفری.»